# Rövid tenyérizom

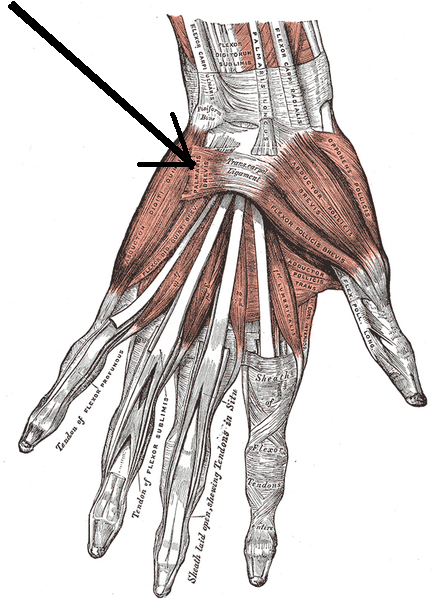
A tenyér izmai (a nyíl mutatja az apró izmot)

A rövid tenyérizom (latinul musculus palmaris brevis) egy apró izom az ember tenyerében.

## Eredés, tapadás, elhelyezkedés
A hajlítóizmokat leszorító szalagról (retinaculum flexorum) és a tenyéri bőnyéről (aponeurosis palmaris) ered. A tenyér ulnaris oldalának bőréhez tapad.

## Funkció
Részt vesz a tenyéri bőnye feszítésben.

## Beidegzés
A nervus ulnaris idegzi.